# Zielony Lasek (district Gołdapski)
Zielony Lasek (Duits: Grünwalde) is een plaats in het Poolse woiwodschap Ermland-Mazurië in het district Gołdapski. De plaats maakt deel uit van de landgemeente Banie Mazurskie.